# طوطی‌کاکلی سفید

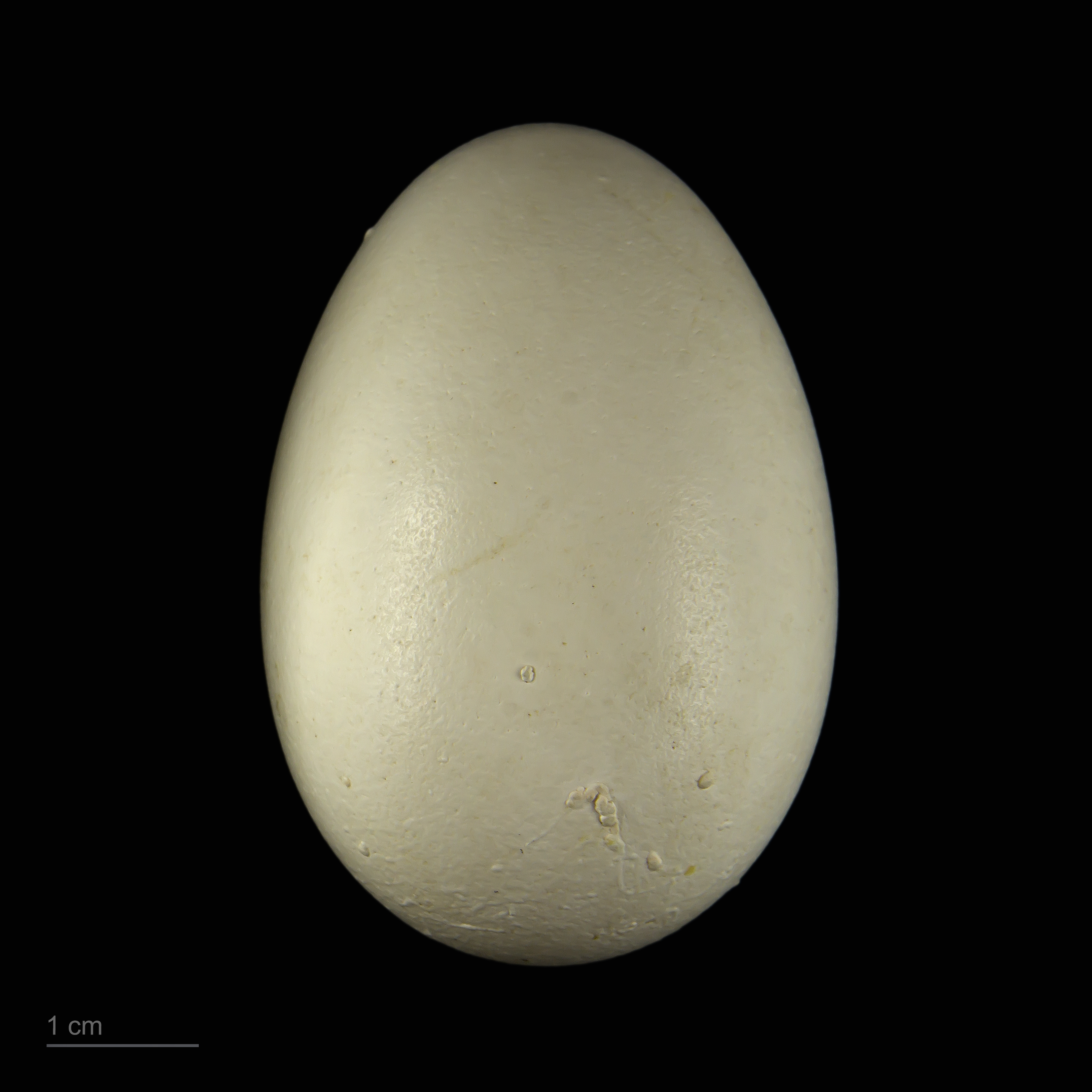
Cacatua alba

طوطی‌کاکلی سفید(نام علمی: Cacatua alba) نام یک گونه از سرده طوطی‌کاکلی‌های سفید است.